# Stygobromus conradi
Stygobromus conradi is een vlokreeftensoort uit de familie van de Crangonyctidae. De wetenschappelijke naam van de soort is voor het eerst geldig gepubliceerd in 1967 door Holsinger.